# Scapheremaeus foveolatus
Scapheremaeus foveolatus är en kvalsterart som beskrevs av Sandór Mahunka 1987. Scapheremaeus foveolatus ingår i släktet Scapheremaeus och familjen Cymbaeremaeidae. Inga underarter finns listade i Catalogue of Life.